# Långtjärnen (Älvsby socken, Norrbotten, 728610-173166)
Långtjärnen är en sjö i Älvsbyns kommun i Norrbotten och ingår i Piteälvens huvudavrinningsområde.